# Каштел Дежановачки
Каштел Дежановачки (хрв. Kaštel Dežanovački, чеш. Dežanovecký Kaštel) је насељено место у општини Дежановац, Бјеловарско-билогорска жупанија, Хрватска.

## Историја
До територијалне реорганизације у Хрватској био је у саставу старе општине Дарувар.

## Становништво
У попису становништва из 2011. године, Каштел Дежановачки је имао 45 становника.
| Број становника према пописима | Број становника према пописима | Број становника према пописима | Број становника према пописима | Број становника према пописима | Број становника према пописима | Број становника према пописима | Број становника према пописима | Број становника према пописима | Број становника према пописима | Број становника према пописима | Број становника према пописима | Број становника према пописима | Број становника према пописима | Број становника према пописима | Број становника према пописима |
| ------------------------------ | ------------------------------ | ------------------------------ | ------------------------------ | ------------------------------ | ------------------------------ | ------------------------------ | ------------------------------ | ------------------------------ | ------------------------------ | ------------------------------ | ------------------------------ | ------------------------------ | ------------------------------ | ------------------------------ | ------------------------------ |
| 1857                           | 1869                           | 1880                           | 1890                           | 1900                           | 1910                           | 1921                           | 1931                           | 1948                           | 1953                           | 1961                           | 1971                           | 1981                           | 1991                           | 2001                           | 2011                           |
| 0                              | 0                              | 0                              | 0                              | 0                              | 0                              | 0                              | 74                             | 94                             | 88                             | 74                             | 60                             | 42                             | 49                             | 57                             | 45                             |

Напомена: Исказује се као насеље од 1931.

### Попис1991.
У попису становништва из 1991. године, Каштел Дежановачки је имао 49 становника, следећег националног састава:
| Попис 1991.‍  | Попис 1991.‍  | Попис 1991.‍ | Попис 1991.‍ | Попис 1991.‍ |
| ------------ | ------------ | ----------- | ----------- | ----------- |
|              |              |             |             |             |
| Чеси         | Чеси         |             | 18          | 36,73%      |
| Хрвати       | Хрвати       |             | 17          | 34,69%      |
| Срби         | Срби         |             | 5           | 10,20%      |
| Мађари       | Мађари       |             | 2           | 4,08%       |
| неопредељени | неопредељени |             | 7           | 14,28%      |
| укупно: 49   |              |             |             |             |